# Боа удушвач
Боата удушвач (Boa constrictor) е вид змия от семейство Боидни. Съществуват 10 подвида.

## Размери
Боата като цяло е голяма и тежка, типична по размери за представителите на подсемейство същински бои. Между отделните подвидове съществуват съществени разлики в размерите, като дължината силно варира – от 2 метра при боата от Сейнт Лусия до 5,40 метра при императорската боа. Освен много дълги, тези змии имат и голямо тегло, което се дължи на дебелината на змията.

## Разпространение и местообитание
Обитава тропическите и екваториалните райони на Централна и Южна Америка и някои острови от групата на Малките Антилски острови, като Тринидад и Тобаго, Сейнт Лусия, Сейнт Винсент и Доминика.
Боата удушвач е адаптивен вид, който обитава пустини, тревисти райони и гори.

## Особености
Боата може да се определи като сравнително дълголетно животно, тъй като може да живее до 40 години.

## Подвидове
Видът се разделя на 10 подвида, разпространени само в Латинска Америка, от Мексико до Аржентина, включвайки и 4 карибски страни – Тринидад и Тобаго, Сейнт Лусия, Доминика и Сейнт Винсент и Гренадини, единствени от всички острови на Карибския архипелаг
- Вид Боа удушвач Boa constrictor constrictor
  - Boa constrictor amarali – Боа на Амарал
  - Boa constrictor constrictor – Същинска боа удушвач (номинантен подвид)
  - Boa constrictor imperator – Императорска боа
  - Boa constrictor longicauda – Перуанска боа
  - Boa constrictor melanogaster – Еквадорска боа
  - Boa constrictor nebulosa – Доминикска опушена боа
  - Boa constrictor occidentalis – Аржентинска боа
  - Boa constrictor orophias – Боа от Сейнт Лусия
  - Boa constrictor sabogae – Гвианска боа
  - Boa constrictor ortonii